# Plac Daniela Halickiego we Lwowie
Plac Daniela Halickiego, dawniej Holzplatz, potem Plac Strzelecki – plac powstały na terenie dawnego Zamku Niskiego we Lwowie. Mieszczą się przy nim m.in. Teatr Lalkowy oraz budynek Straży Ogniowej.
W budynku na Placu Strzeleckim 6 działała ruska szkoła wydziałowa.